# Athetis lutescens
Athetis lutescens är en fjärilsart som beskrevs av Farren. Athetis lutescens ingår i släktet Athetis och familjen nattflyn. Inga underarter finns listade i Catalogue of Life.